# Bernhard Egli
Bernhard Egli (* 1958) ist ein Schweizer Biologe (Dr. phil. II.), Ökologe, Obstbauer, Politiker und Unternehmer aus Schaffhausen. 
Egli war bis 2012 Kantonsrat von Schaffhausen, gewählt auf der Liste der Ökoliberalen Bewegung Schaffhausen. Er war 2014 Mitgründer der Grünliberalen Partei im Kanton Schaffhausen und vertritt diese Sektion auf Bundesebene im Vorstand der Partei.
In seiner Heimatstadt betreibt er die Beratungsfirma Bioforum Schaffhausen. Er präsidiert den Verein Obstgarten-Aktion Schaffhausen und die Arbeitsgemeinschaft Kulturlandschaft Randen und ist Projektleiter Natur des Vereins Regionaler Naturpark Schaffhausen. Von ihm stammen zahlreiche Publikationen in biologisch-ökologischen Fachzeitschriften.
Seit 2016 ist er im Grossen Stadtrat von Schaffhausen.